# Nguyễn Văn Giao
Nguyễn Văn Giao (chữ Hán:  阮文交; 1811-1863), hiệu Quất Lâm (橘林), tự là Đạm Như, là một danh sĩ Việt Nam thế kỷ 19.

## Cuộc đời và sự nghiệp
Theo Gia phả gia tộc, Nguyễn Văn Giao, húy là Tao, sinh vào giờ Sửu ngày 3 tháng 11 năm Tân Mùi (tức 18 tháng 12 năm 1811), người xã Trung Cần, tổng Nam Kim, huyện Thanh Chương, phủ Anh Sơn (nay là xã Nam Trung, huyện Nam Đàn), tỉnh Nghệ An. Thân phụ là ông Nguyễn Danh Học, là một thầy thuốc và thầy địa lý, từng làm quan trong Trấn Ty, triều Gia Long, sang triều Minh Mạng, nghỉ hưu về nhà dạy con cháu học và đọc sách thánh hiền, được triều định phong hàm Lục phẩm Hàn lâm viện trước tác. Thân mẫu là bà Trần Thị Khoan, người Thịnh Quả, được triều đình tặng hiệu "Quốc nhân vinh" và "Lục phẩm an nhân". Anh ông là Nguyễn Trọng Dực, cũng là một danh sĩ có tiếng.
Ông đậu Tú tài khoa Tân Mão 1831. Năm Giáp Ngọ niên hiệu Minh Mạng thứ 15 1834, đi đỗ Cử nhân (Hương cống), nhưng do cuối quyển có chữ viết phạm trường quy nên xét lại bị đánh hỏng, bị án "Chung thân bất đắc ứng thi" (suốt đời không được đi thi). Trong suốt 17 năm liền sau đó không được đi thi, ông về quê dạy học. Số người theo học rất đông, thành đạt nhiều.
Mãi đến năm Nhâm Tý 1852, niên hiệu Tự Đức thứ 5, ông mới được ân xá. Ông thi lần thứ hai và đỗ Giải nguyên ở trường Nghệ. Năm sau ông dự khoa thi Quý Sửu niên hiệu Tự Đức năm thứ 6 (1853), đậu Hội nguyên. Vào thi Đình, ông được chấm đỗ Đệ nhất giáp Tiến sĩ cập đệ, Đệ tam danh (tức Thám hoa) khi đã 42 tuổi.
Sau khi thi đỗ, tháng 11 năm đó, ông được bổ thụ Hàn lâm viện Trước tác, nhận chức vụ Hành tẩu ở Nội các. Tháng 8 năm Ất Sửu 1855, được thăng thụ Hàn lâm viện Thừa chỉ. Năm Mậu Ngọ 1858, được thăng nhiệm Hàn lâm viện Thị giảng học sĩ kiêm chức Hành tẩu Nội các. Tháng 6 năm Kỷ Mùi 1859, thăng thực thụ Thị giảng học sĩ, tháng 1 năm Nhâm Tuất 1862, thăng thụ Thị độc học sĩ, vẫn kiêm chức Tham biện Nội các.
Ông mất ngày 18 tháng 3 năm Quý Hợi (tức 5 tháng 5 năm 1863). Thi hài ông được đưa về quê an táng. Triều đình truy tặng ông hàm Quan lộc Tự khanh, tòng Tam phẩm.

## Giai thoại
Trong thời chịu án không được đi thi, ông đọc sách, làm thơ, trong đó có bài sau:
Hay gù, hay gáy lại hay bay
Lỡ bước sa cơ đến nỗi này 
Xin chúa thả lồng cho thử sức
Rồi đây bay bổng chín tầng mây
(Con Cu Gáy)
Vua Tự Đức nghe bài thơ này, biết có sự uẩn khúc, đã ân xá cho ông thi lại. Nhờ vậy mà ông đã đỗ đầu thi Hội và thi Đình.
Khoa thi Quý Sửu 1853 có Nguyễn Đức Đạt và Nguyễn Văn Giao cùng quê ở tổng Nam Kim, cùng đỗ Tiến sĩ, cùng đậu Đình nguyên, Đệ nhất giáp Thám hoa. Sau khi vinh quy bái tổ, Nguyễn Đức Đạt đến thăm nhà Nguyễn Văn Giao, thấy nhà ông đồng khoa chỗ nào cũng có đậu (đúng mùa thu hoạch đậu) liền ra vế đối:
Trong nhà đậu, ngoài sân đậu, cha thi đậu, con thi đậu, thi vân: 
Đa đậu thử chi vi giã
Nguyễn Văn Giao trông ra hàng rào cây dâm bụt đang trổ nhiều hoa, liền đối:
Trên cây hoa, dưới gốc hoa, Bác vinh hoa, tôi thám hoa.
Thi viết: Trùng hoa bất diệc nghi hồ.

## Tác phẩm nổi bật
Ông có nhiều trước tác, nay còn lưu lại được 4 tác phẩm
- Quất Lâm di thảo (橘林遺草)
- Sử Lâm ký Yếu
- Tam Khoa Bị Lục
- Thưởng lãm Sách Thi Tập

Ngoài ra còn ghi nhận được một số trước tác của ông như:
- Nam sử lược thuyết (Lịch sử)
- Ngự Thiện tự thi tập (Văn - Giáo khoa)
- Vạn sự vịnh sử (Văn)
- Diệp tự văn (ngụ ngôn)
- Kim, Nguyên, Minh sử phú (sử văn)
- Sách học tân truyện (Văn dùng cho khoa cử).

Lưu Ngọc Quân trong công trình nghiên cứu của mình có đề cập trường hợp thư tịch Việt Nam sau khi truyền nhập Trung Quốc được các văn sĩ Trung Quốc in khắc rồi lại từ Trung Quốc quay về Việt Nam. Đó là tập Sử Luận của Nguyễn Đạm Như Phủ (tức Nguyễn Văn Giao).Vào năm Đồng Trị thứ 10 (1871), Nguyễn Hữu Lập, học sĩ Hàn Lâm Viện, được lệnh đi sứ Trung Quốc, khi qua sông Trường Sa, tình cờ gặp gỡ Tương Âm Lý Phụ Diệu mà ca tụng tập Sử Luận của bác ông là Nguyễn Đạm Như Phủ, viết về lịch sử Trung Quốc từ Thượng Cổ đến triều Minh, các câu trong bài luận đều là những câu có sẵn trong Thập Tam Kinh. Sách này sau được Từ Thụ Minh, Ngọc Khởi Vận, Tương Âm Lý Phụ Diệu đề tựa, do họ Lý vào năm Đồng Trị thứ 13 (1874) in khắc. Thư viện Quốc gia Trung Quốc có hai bản khắc in năm 1874 với tên Sử Luận ký hiệu 142429 và 72095, còn tại Viện nghiên cứu Hán Nôm Hà Nội lại là hai bản viết tay, một đề Nguyễn Thám Hoa Đạm Như Phủ Sử Luận Thập Tam Kinh Tập Cú (VNV.1728), một bản đề Sử Luận Tập Cú (A.234). Do hai bản lưu tại thư viện Quốc gia Trung Quốc là bản khắc in, còn hai bản lưu tại Viện nghiên cứu Hán Nôm là bản viết tay nhưng ở phần mục lục đều có bài đề tựa của Từ Thụ Minh, Ngọc Khải Vận và bài bạt của Lý Phụ cho nên Lưu Ngọc Quân cho rằng có thể bản chép lưu tại Viện nghiên cứu Hán Nôm là chép từ bản khắc Trung Quốc.

## Di sản
Ngày nay tại xóm Tân Hoa, xã Nam Trung, huyện Nam Đàn Nghệ An có Nhà thờ Thám hoa Nguyễn Văn Giao. Tại đây còn lưu giữ nhiều di vật quý như: Bản sắc phong khảm trên gỗ tếch, phủ nhũ vàng; Tấm bia đá xanh nhỏ 25 cm x 25 cm, 2 tấm bia lớn ở phía trước nhà thờ trong đó có một tấm hình chữ nhật, tấm bia kia có hoa văn hình rồng, trên đỉnh có hình mặt trăng toả sáng và nhiều hoa văn sống động. Bia ở đây đều khắc chữ Hán cổ. Trong bàn thờ còn có mũ cánh chuồn Vua ban cho ông, nhưng lại bằng gỗ dổi, được khắc tạo rất công phu.